# Taractrocera maevius
Taractrocera maevius, bướm phi tiêu cỏ thông thường, là một loài bướm ngày thuộc họ Bướm nhảy được tìm thấy ở Ấn Độ, Sri Lanka và Myanmar.

## Mô tả
Con đực. Mặt trên màu nâu ô liu, với các mảng màu trắng vàng. Cánh trước với một vệt ngắn trên tĩnh mạch trung gian ở giữa tế bào, một vệt khác ở trên nó ở đầu trên, với hai vệt nhỏ ngắn giữa nó và chi phí, đôi khi nối với nhau; một loạt các điểm ở hai phần trên đĩa, ba điểm dính liền với mặt đáy gần đỉnh và bốn điểm bắt đầu từ gốc của khoảng cách trung tuyến thứ hai, được phân chia với nhau bởi các đường vân, tất cả các điểm đều có phần bốn và được đào ra phía ngoài của chúng hai bên, hai điểm phần tư nhỏ gần lề trong khoảng giao nhau thứ năm và thứ sáu. Vết lõm với một loạt các đốm nhỏ gần như nằm trên một đường thẳng ở giữa đĩa. Lông mao của cả hai cánh màu xám với đầu màu trắng. Mặt dưới có màu tương tự, gần như sẫm màu như ở mặt trên, các dấu hiệu tương tự nhau, nhưng ở mặt sau có một thanh ngang cuối tế bào và hai đốm nhỏ ở đỉnh bên ngoài. Antennse màu đen với các dải màu trắng, câu lạc bộ với một mảng cơ bản màu trắng ở mặt dưới; palpi ở trên màu xám với một số lông trắng, mặt dưới màu trắng tinh; đầu và thân trùng với cánh, bụng có dải màu trắng.

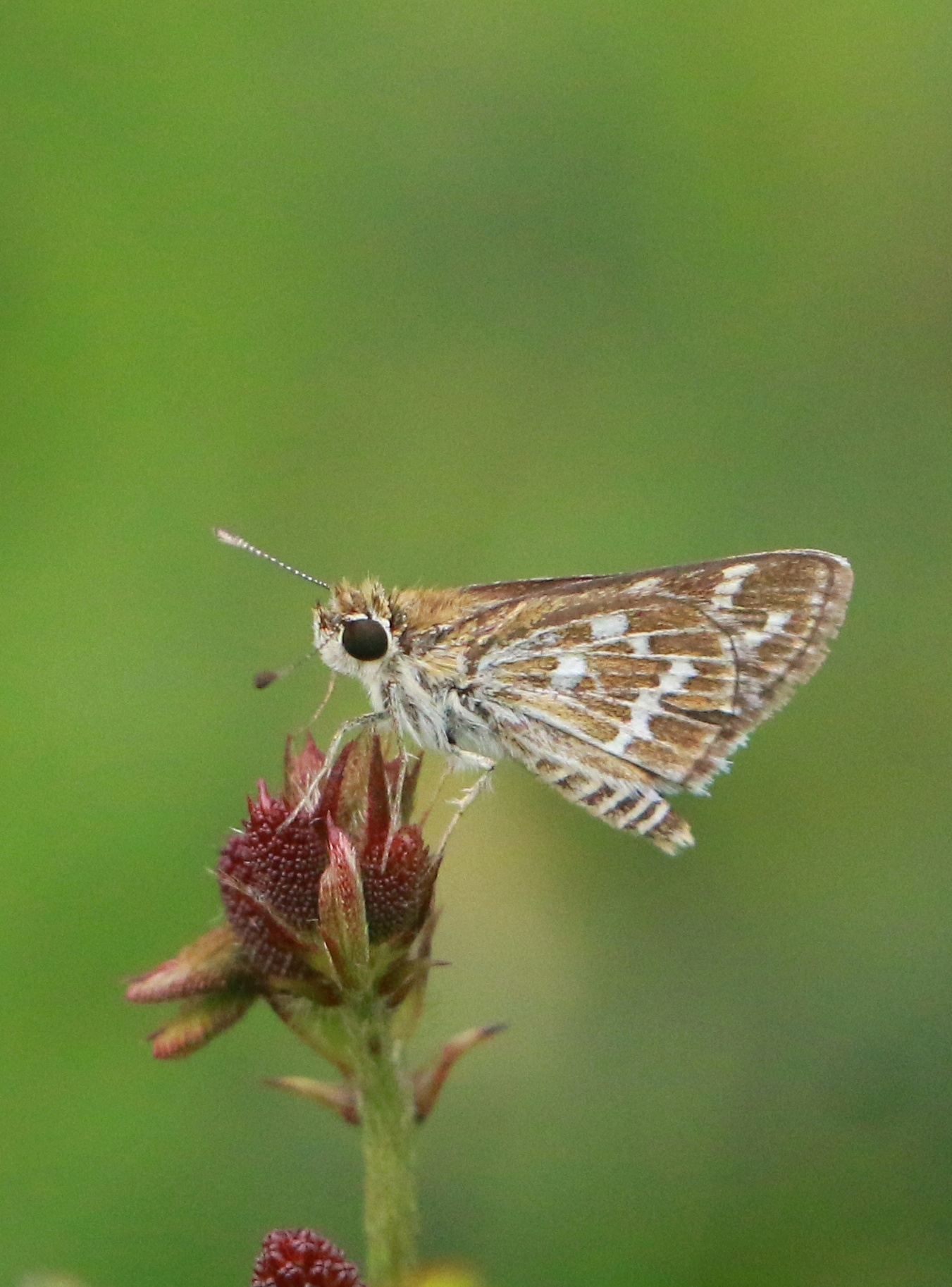
Bướm phi tiêu cỏ thông thường từ Koottanad Palakkad Kerala

Con cái. Mặt trên giống như con đực, nhưng có phần nhạt màu hơn, các đốm lớn hơn và nổi rõ hơn. Mặt dưới có đánh dấu như trên mặt trên. Cánh trước với phần thân và đỉnh màu trắng, các tĩnh mạch bên dưới chi phí và ở đỉnh màu trắng, một dải hẹp màu trắng ở rìa ngoài và một đường biên màu đen. Hindwing hoàn toàn chỉ có màu trắng, tất cả các đường gân đều trắng tinh.— Charles Swinhoe, Lepidoptera Indica. Vol. X

## Đặc điểm lĩnh vực
Bướm phi tiêu cỏ thông thường có kích thước và đường viền tương tự như bướm phi tiêu cỏ Tamil Taractrocera ceramas Hewitson, nhưng các đốm trên cánh trước có màu trắng. Nó có chung thói quen và môi trường sống với bướm phi tiêu cỏ Tamil. Tuy nhiên, nó cũng được tìm thấy ở xa các ngọn đồi và phổ biến ở các vùng đồng bằng của bán đảo Ấn Độ.

## Tình trạng, phân bố và môi trường sống
Nó là một trong những loài bướm nhảy phổ biến nhất ở các đồng cỏ của Western Ghats và sinh sống từ độ cao thấp đến đồng cỏ trên núi. Nó cũng được tìm thấy trong các bãi cỏ trong rừng và trong ruộng lúa. Nó xuất hiện vào các tháng gió mùa và ngay sau gió mùa khi thảm thực vật còn xanh, nhưng các mẫu vật thỉnh thoảng cũng có thể xuất hiện trong các mùa khác.
Sâu bướm ăn nhiều loài cỏ khác nhau, bao gồm cả lúa, Oryza sativa.

## Hình ảnh

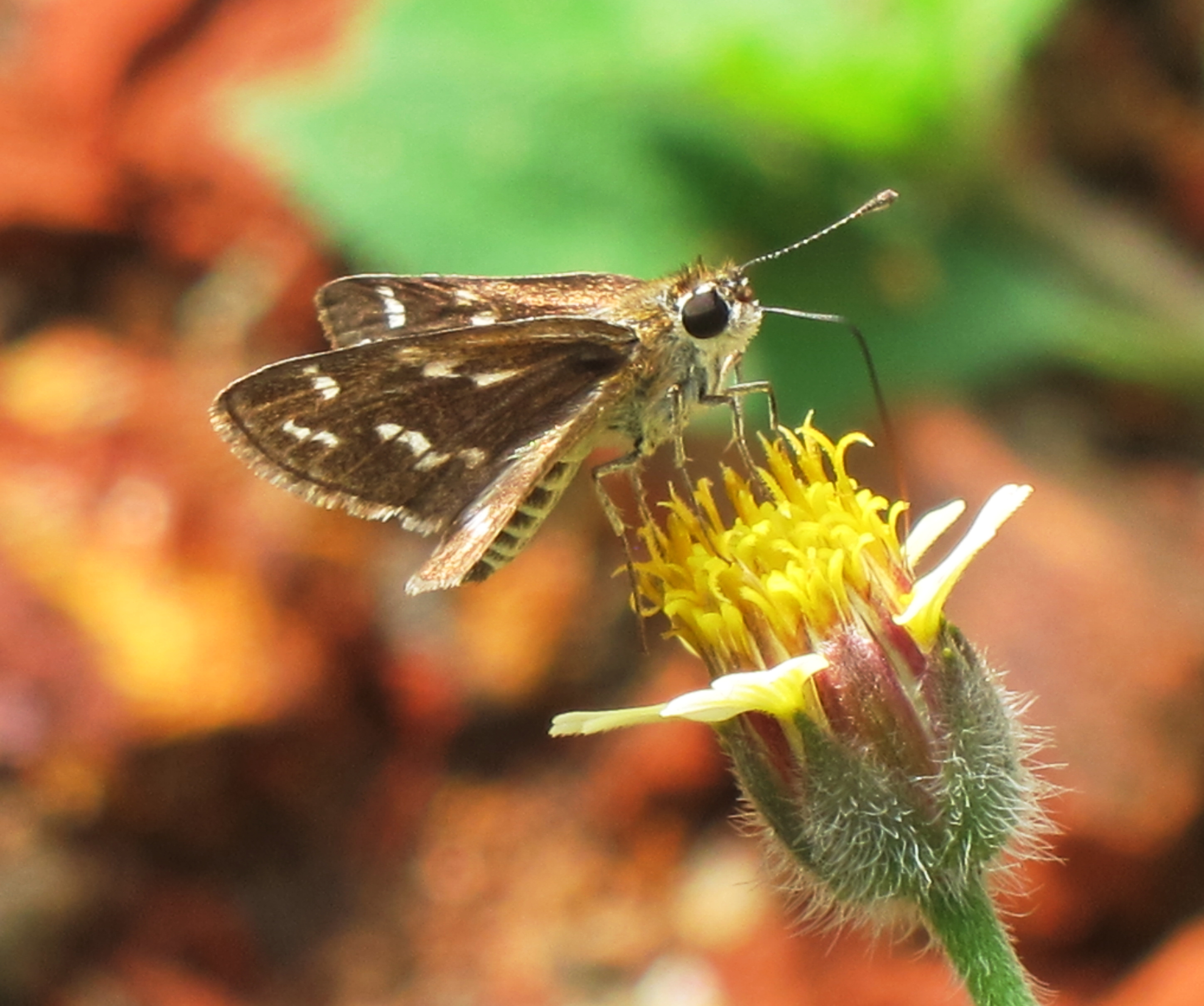
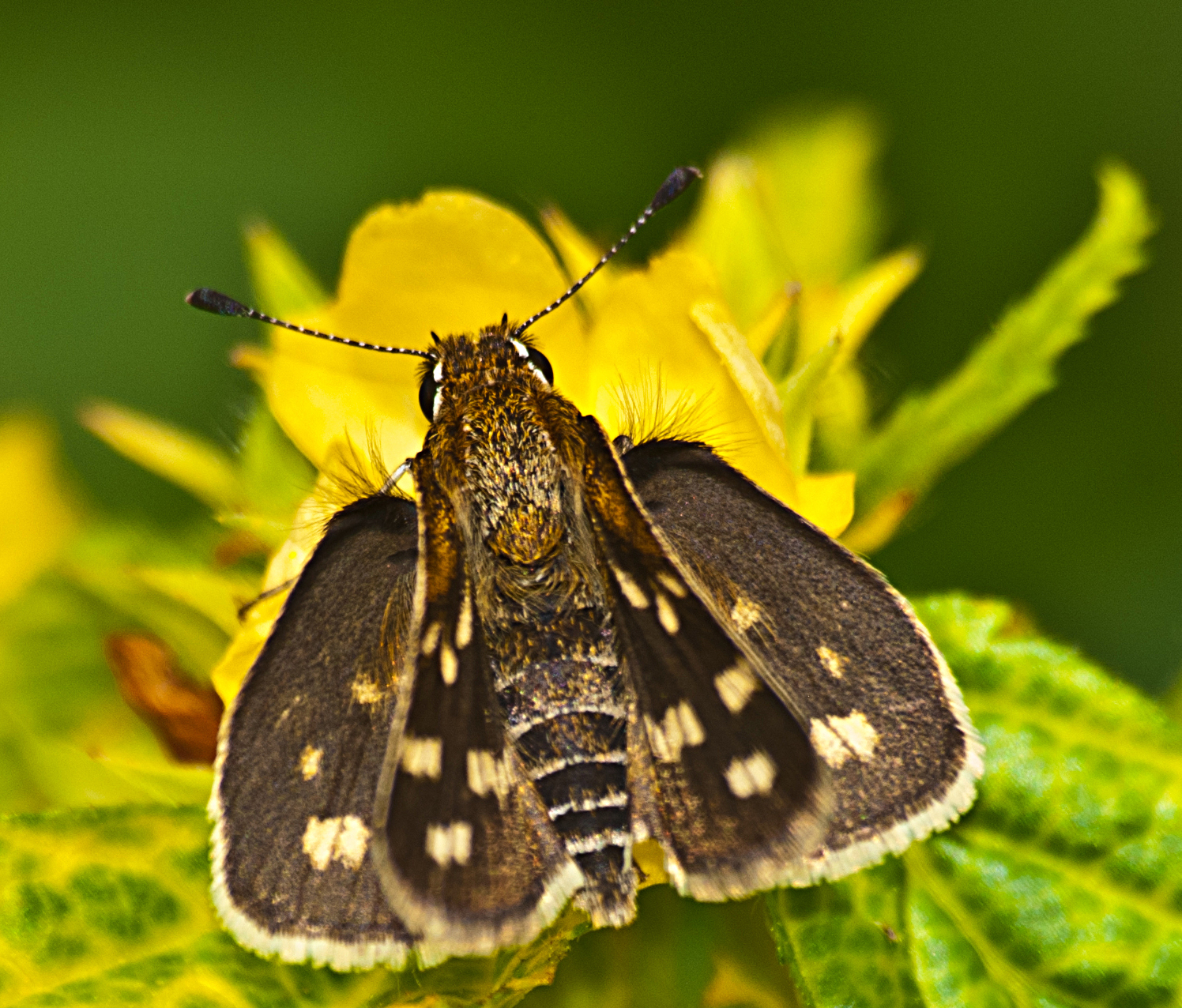